# Дедова Гора (Хмельницкая область)
Дедова Гора (укр. Дідова Гора) — село в Славутском районе Хмельницкой области Украины.
Население по переписи 2001 года составляло 80 человек. Почтовый индекс — 30061. Телефонный код — 3842. Занимает площадь 0,49 км². Код КОАТУУ — 6823984702.
Население по переписи 2011 года составляло 54 человека.

## Местный совет
30061, Хмельницкая обл., Славутский р-н, с. Лисичье